# Katagami
Katagami (潟上市?) è una città giapponese della prefettura di Akita.